# Барашек (мультфильм, СССР)
«Барашек» — короткометражный рисованный мультфильм 1990 года, снятый по мотивам английской народной песенки в переводе Самуила Маршака.
Третий из трёх сюжетов мультипликационного альманаха Весёлая карусель № 20.

## Сюжет
Мультфильм про барашка, которого подстригли и связали из его шерсти одежду.
Отрывок из стихотворения:

— Ты скажи, барашек наш,

Сколько шерсти ты нам дашь?

— Не стриги меня пока.

Дам я шерсти три мешка:

Один мешок Хозяину,

Другой мешок Хозяйке

А третий — детям маленьким

На тёплые фуфайки.

Автор: Самуил Маршак

## Съёмочная группа
| режиссёр               | Наталия Голованова                 |
| сценарист              | Владимир Голованов                 |
| художники-постановщики | Юрий Исайкин, Ольга Павлова        |
| xудожник               | Татьяна Швецова                    |
| аниматоры              | Наталия Богомолова, Андрей Смирнов |
| композитор             | Нина Савичева                      |